# Bukov
Bukov är en ort i Tjeckien.   Den ligger i regionen Vysočina, i den östra delen av landet, 150 km sydost om huvudstaden Prag. Bukov ligger 519 meter över havet och antalet invånare är 190.
Terrängen runt Bukov är platt västerut, men österut är den kuperad. Runt Bukov är det glesbefolkat, med 20 invånare per kvadratkilometer. Närmaste större samhälle är Velké Meziříčí, 18,8 km sydväst om Bukov. Trakten runt Bukov består till största delen av jordbruksmark.